# ダレル・スウィート
ダレル・スウィート（Darrell K. Sweet、1934年8月15日 - 2011年11月8日）はアメリカ合衆国の画家、イラストレーター。ハイランド・パーク市、ニュージャージー州 出身。1956年シラキュース大学を卒業した。SF、ファンタジー分野のペーパーバックの表紙絵を描いた。時の車輪シリーズとピアズ・アンソニイ (Piers Anthony) 著魔法の国ザンスシリーズ表紙絵を描いた。